# Dialister micraerophilus
Il Dialister micraerophilus   è una specie di batterio appartenente alla famiglia delle Acidaminococcaceae.